# Laenor Velaryon
Laenor Velaryon szereplő George R. R. Martin amerikai író A tűz és jég dala című fantasy regénysorozatában, illetve annak televíziós adaptációjában, a Sárkányok házában.
Lord Corlys Velaryon és Rhaenys Targaryen hercegnő egyetlen fia volt. Ő volt Hullámtörő örököse és másodunokatestvérének, Rhaenyra Targaryen hercegnőnek az első férje. Rhaenyra házasságuk során három fiúgyermeket szült, Jacaeryst, Luceryt és Joffreyt, bár a pletykák szerint Laenor helyett Rhaenyra szeretőjétől voltak. Tengeri köd sárkánylovasa volt.
A Sárkányok háza televíziós sorozatban John Macmillan (felnőtt), Theo Nate (tinédzser) és Matthew Carver (gyerek) alakítják. A sorozat magyar nyelvű változatában a szereplő állandó szinkronhangjai Dér Zsolt (felnőtt) és Nikas Dániel (tinédzser).

## Története a könyvekben

### Karakterleírás
Laenornak horgas orra, ezüstfehér haja és bíbor szeme volt. Köztudott volt, hogy semmiféle érdeklődést nem mutatott a nők iránt. Ehelyett maga korabeli, jóképű fegyverhordozókkal vette körül magát. Ser Criston Cole, Laenor feleségének, Rhaenyrának az ellensége kijelentette, hogy a fiúk nem voltak biztonságban Laenor körül.

### Trónigény

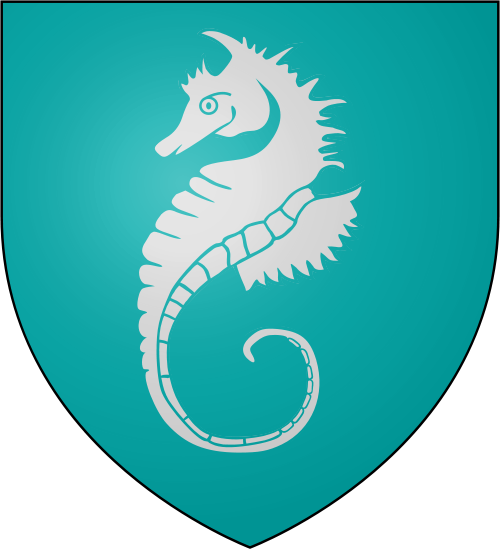
A Velaryon-ház címere

H. u. 94-ben született Lord Corlys Velaryon és Rhaenys Targaryen hercegnő gyermekeként. Egy évvel volt öregebb tőle testvére, Laena. H. u. 92-ben Aemon Targaryen herceg röviddel azután halt meg, hogy Rhaenys megtudta, hogy várandós. Aemon herceg Rhaenys apja volt és I. Jaehaerys Targaryen király legidősebb fia és örököse. Baelon Targaryen herceget apja, I. Jaehaerys király Sárkánykő hercegének, valamint a Vastrón örökösének nyilvánította. Jaehaerys azzal, hogy Baleonnak adta Sárkánykőt, a király nem csupán Rhaenyst mellőzte, hanem még meg nem született fiát is. Rhaenys mellett a Velaryon-ház és a Baratheon-ház is tiltakozott a döntés ellen, ragaszkodtak ahhoz, hogy Laenornak több joga van a Vastrónra.
H. u. 101-ben Baelon herceg bekövetkezett halála után Jaehaerys király örökös nélkül maradt. Baelonnak két fiú gyermeke még élt, Viserys és Daemon. Rhaenys hercegnő és lánya, Laena Velaryon trónigénye újra felmerült, de ha nemük miatt mellőzték is volna őket, Laenor előtt nem volt ilyen akadály. Laenor Velaryon Jaehaerys elsőszülött fiától származott, míg Baelon fiai a másodszülöttől. Corlys Velaryon hajókat és embereket gyűjtött össze Hullámtörőn, hogy megvédje fia, Laenor jogait. Jaehaerys király Nagytanácsot kíván összehívni, hogy megtárgyalják, megvitassák és eldöntsék az öröklés kérdését háború nélkül. Harrenhalban tartották meg a tanácsot, ahol több trónkövetelő közül végül Viserys és Laenor maradtak. Corlys  a Velaryon-ház vagyonát és befolyásával próbálta meggyőzni az összegyűlt urakat annak érdekében, hogy fiúkat, Laenort fogadják el a Vastrón örököseként. Az összegyűlt urak jelentősebb része Viserys Targaryent választotta a Vastrón örökösének. A tanács úgy gondolta, hogy Viserys trónigénye apai ágról fakadt, míg Laenoré anyairól, és a férfiágat előnyben kell részesíteni a nőivel szemben. Viserys huszonnégy éves férfi volt, míg Laenor hétéves fiú. Boremund Baratheon, Ellard Stark, Lord Manderly, Lord Dustin, Lord Blackwood, Lord Bar Emmon és Lord Celtigar is a hétesztendős fiút támogatták. Viseryst választották a Vastrón örökösének, bár a mesterek nem beszéltek a valódi arányokról.
Ugyanebben az évben első sárkány repülésére várt, Tengeri Köd hátán.

### Házassága
Viserys király és tanácsadói Rhaenyra hercegnőnek megfelelő házastársat kerestek, végül arra a megállapításra jutottak, hogy a legjobb választás a hercegnő unokatestvére, Laenor. A házasságuk ismét egyesítené a két nagy házat.  Az egyetlen kifogás az volt, hogy semmiféle érdeklődést nem mutatott a nők iránt. Mellos nagymester azonban elhessegette a kifogást. Gyldayn főmester szerint, a hercegnő is tiltakozott a házasság ellen, míg a király meg nem fenyegette, hogy ha nem egyezik bele, akkor Aegon lesz a trón várományosa. A hercegnő végül engedett.
H. u. 114-ben házasodtak össze. Két héttel az esküvő előtt ütötték lovaggá Laenort. Az ünneplés tiszteletére lovagi tornát is rendeztek. Ser Jofffey Lonmouth-nak adta a tornán a térdszalagját. Joffreyt halálosan megsebesítette Ser Criston Cole a torna közben. Hat nap múlva meg is halt, Gomba beszámolója szerint Ser Laenor minden idejét az ágy mellett töltötte, és keservesen zokogott, amikor a lovag meghalt. Ezt követően visszatért Hullámtörőre, és sokan azt találgatták, vajon elhálta-e egyáltalán a házasságkötését, mert a hercegnő az udvarnál maradt. Dagályon hamarosan rálelt új kedvencére, Ser Qarl Correy-ra.
Napjai jó részét a hercegnőtől távol töltötte, de a fontos udvari események alkalmával, ahol számítottak jelenlétére, mindig csatlakozott feleségéhez. H. u. 114-ben a hercegnő terhes lett, majd az év utolsó napjaiban megszületett a gyermek. Laenor azt akarta, hogy Joffrey-nak nevezzék el, de apja, Corlys úr bírálta felül a kérését. A fiúnak inkább hagyományos Velaryon nevet adtak, Jacaerys lett. A következő évben újabb fiút hozott világra. A gyermeket Lucerysnek nevezték el. Eustace septon beszámolója szerint Ser Laenor és Ser Harwin is ott voltak Rhaenyra ágya mellett a szülésnél. Sem Jacaerys , sem Lucerys nem hasonlított Rhaenyrára vagy Laenorra. Alicent királyné, azt mondta Ser Laenornak, hogy próbálkozz csak tovább. Előbb vagy utóbb csak lesz olyan is, aki rád hasonlít. A hercegnő már nem bírta a királyné társaságát elviselni, ezért Sárkánykőre ment Ser Harwin Stronggal. Férje, Ser Laenor állítólag rendszeresen látogatta.
H. u. 117-ben, Sárkánykőn Rhaenyra hercegnő ismét fiút szült. Ser Laenornak végre engedélyezték, hogy elhunyt barátja, Ser Joffrey Lonmouth után nevezze el gyermekét. Mind a három gyermek inkább Ser Harwinra hasonlított, ezért újra felerősödtek a pletykák a gyermekek apjának kilétéről.

### Halála és öröksége
H. u. 120-ban testvére, Laena úrnő meghalt. Ugyanebben az évben a fűszervárosi vásáron barátja és társa, Ser Qarl Correy ledöfte Laenort. A vásári kereskedők apjának mesélték, hogy a két férfi hangosan veszekedett, mielőtt kardot rántottak volna. Eustace septon szerint Laenor ráunt Ser Qarl társaságára, és egyre jobban megkedvelte új választottját, egy tizenhat éves, jóképű fegyverhordozót. Gomba véleménye szerinte Daemon herceg fizetett Qarl Correy-nak, hogy szabaduljon meg Rhaenyra hercegnő férjétől. Bizonyíték azonban nem került elő.
Corlys Velaryon tízezer aranysárkányt ajánlott fel annak, aki elvezeti őt Ser Qarl Carrey-hez, vagy beteljesíti a gyilkoson az apa bosszúját. Temetésére Dagály városában került sor.
A Sárkányok táncának nevezett polgárháborúban, Jacaerys, Lucerys és Joffrey, valamint felesége is meghalt. Állítólag Burokparti Marildától volt két fia, Addam és Alyn. A gyerekek kétségkívül hasonlítottak Laenorra, és azt is tudni, hogy időről időre meglátogatta a műhelyt. Ám Sárkánykő és Hullámtörő lakói igencsak kétkedve fogadták Marilda állítását, hiszen jól emlékeztek arra, hogy a nők egy kicsit sem érdekelték Laenort. Corlys nagyúr lelkesen fogadta újonnan fellelt unokáit. Gomba szerint Corlys nemzette őket. Apja kérvényezte Rhaenyra királynőnél, hogy vegyék le a fiúkról a fattyak bélyegét. A királynő engedett, így lett Addam Velaryon, Hullámtörő örököse. Addam a vetés során betörte Tengeri Ködöt, így lett sárkánylovas.

## A szereplő története a sorozatban

### Első évad
Sárkányán, Tengeri Köd hátán apjával és nagybátyával Lépőköveknél harcol. Viserys és Rhaenyra Hullámtörőre utaznak, hogy házassági ajánlatot tegyenek Corlys nagyúrnak. Rhaenyrával a parton sétálnak, a hercegnő tisztában van Laenor homoszexualitásával, és azt javasolja, hogy úgy lássák el királyi kötelességeiket, hogy közben szeretőik vannak. Az esküvő előtti fogadáson Laenor szeretője, Ser Joffrey Lonmouth sejti, hogy Ser Criston Rhaenyra szeretője, és javasolja, hogy őrizzék egymás titkait. Criston erre feldühödik, és halálra veri Joffrey-t. Laenor összeroppan szeretője halála láttán, majd zártkörűen összeházasodnak.
10 évvel később, még mindig nem sikerült gyereket nemzenie a hercegnőnek, de továbbra is jó viszonyt ápolnak. Hivatalosan három közös gyerekük van, de valójában Rhaenyra szeretőjétől, Ser Harwin Strongtól vannak. Harmadik gyermeküket Joffrey-nak nevezi el. Mindketten továbbra is elfogadják, hogy a másiknak szeretője van, és a gyerekeket sajátjaként szereti. Laenornak új szeretője lett, Qarl Correy. A Lépőköveket visszafoglalták és Laenor visszamenne háborúzni, de felesége megtiltja neki, ehelyett visszaköltöznek Sárkánykőre és magával viheti szeretőjét is.
Részt vett testvére, Laena búcsúztatásán Hullámtörőn. A temetés után a tengerben áll, ahol elkezd könnyezni, hogy elvesztette szeretett húgát. Késő este tért vissza, miután véget ért a zöldek és feketék veszekedése. Ennek ellenére Laenor úgy dönt, hogy újra elkötelezi magát Rhaenyrának, miközben megvitatják a házasságukat, fiaik származását és Qarl-t, hogy harcolni indul a Lépőkövekhez.
A Corlys-csarnokában egy látszatpárbajt rendeznek Laenor és Ser Qarl között egy tanú előtt, aki gyorsan távozik, hogy értesítse Corlyst. Rhaenys hercegnő és Lord Corlys pedig azt hiszi, hogy a megtalált elszenesedett holttest Laenoré, de valójában egy szolgáló volt az, akit Daemon ölt meg. A megrendezett halálát követően Laenor, kopaszra borotvált fejjel, titokban Ser Qarllal együtt elmenekül Hullámtörőről.